# Beware of Dog
| Críticas profissionais | Críticas profissionais |
| Avaliações da crítica  | Avaliações da crítica  |
| Fonte                  | Avaliação              |
| ---------------------- | ---------------------- |
| Allmusic               | [ 1 ]                  |
| HipHopDX               | [ 2 ]                  |

Beware of Dog  é o álbum de estréia do rapper estadunidense Lil' Bow Wow. Lançado em 26 de setembro de 2000 pelas gravadoras So So Def Recordings e Columbia Records. O álbum foi Produzido por Jermaine Dupri, juntamente com Michael Mauldin, e escrito pelo próprio Bow Wow em parceria com Bryan-Michael Cox .
O primeiro single foi "Bounce with Me", foi lançada originalmente para a banda sonora do filme Big Momma's House (no Brasil intitulado como Vovó...Zona). O álbum estreou no número oito na Billboard 200, vendendo 101.000 cópias na primeira semana. Em 5 de março de 2001 o álbum foi certificado com Platina dupla pela Recording Industry Association of America, e foi certificado como Platina pela Canadian Recording Industry Association, com 100,000 copias vendidas.

## Faixas
| Beware of Dog  |                                                        |         |  |
| N.º            | Título                                                 | Duração |  |
| 1.             | "Intro"                                                | 0:21    |  |
| 2.             | "The Future" (com R.O.C.)                              | 2:36    |  |
| 3.             | "Bounce With Me" (com Xscape)                          | 2:56    |  |
| 4.             | "Puppy Love" (com Jagged Edge)                         | 3:29    |  |
| 5.             | "You Know Me" (com Jermaine Dupri & Da Brat)           | 3:08    |  |
| 6.             | "The Dog in Me"                                        | 3:22    |  |
| 7.             | "Bow Wow (That's My Name)" (com Snoop Dogg)            | 3:44    |  |
| 8.             | "This Playboy" (com R.O.C., Jermaine Dupri & Big Duke) | 3:37    |  |
| 9.             | "Ghetto Girls"                                         | 3:15    |  |
| 10.            | "You Already Know"                                     | 3:18    |  |
| 11.            | "Bounce With Me (Extended LP Mix)" (com Xscape)        | 4:43    |  |
| Duração total: | Duração total:                                         | 34:29   |  |

Notas
- Todas as faixas foram produzidas por Jermaine Dupri
- A faixa 9,  "Ghetto Girls" conta com vocais não creditados de Jagged Edge.

Samples usados
- A faixa 4, "Puppy Love" conta com samples da canção "Kanday" de LL Cool J
- A faixa 7, "Bow Wow (That's My Name)" conta com samples da canção "Atomic Dog" de George Clinton. e versos do single Woof! de Snoop Dogg
- A faixa 9, "Ghetto Girls" conta com samples da canção  "Covert Action" de The Crusaders

## Créditos
Créditos tiradas do site Allmusic.
| - Kwaku Alston - fotografia - Big Duke - Vocal - Lil' Bow Wow - Vocal - Bryan-Michael Cox - Vocal - Da Brat - Vocal - Jermaine Dupri - produtor executivo, mixagem, produção - Brian Frye - engenharia - Erwin Gorostiza - diretor de arte - Bernie Grundman - masterização | - Bill Hermans - engenharia - John Horesco IV - engenharia, misturando - Jagged Edge - performer - Carlton Lynn - engenharia de produção - William Marshall - preparação - Michael Mauldin - produtor executivo - Snoop Dogg - Vocal - Phil Tan - Mixagem - Escapar - Vocal - R.O.C. - Vocal |

## Desempenho nas paradas
| Paradas (2000)                          | Melhor posição |
| --------------------------------------- | -------------- |
| Estados Unidos (Billboard 200)          | 8              |
| Estados Unidos (Top R&B/Hip Hop Albums) | 3              |

| Canadá (CRIA)                             | Platina    | Abril de 2002      | 100,000*   |
| Estados Unidos (RIAA)                     | 2× Platina | 5 de Março de 2001 | 2,000,000* |
| *número de vendas baseado na certificação |            |                    |            |